# Françoise Prévost (danseuse)
Pour les articles homonymes, voir Françoise Prévost et Prévost.
Françoise Prévost (ou Prévôt), dite Mademoiselle Prévost, est une danseuse française, née vers 1680 à Paris, où elle est morte le 13 septembre 1741.

## Biographie
Après avoir été l'élève de Michel Blondy, elle débute à l'Académie royale de Musique en 1699, lors d'une reprise d'Atys de Lully, et surpasse rapidement Mlle de Subligny pour s'imposer comme la vedette féminine de l'Opéra durant la Régence. Elle y restera jusqu'en 1730, éclipsée par de jeunes élèves brillantes comme Marie Sallé et Marie-Anne de Camargo.
Excellente technicienne et interprète expressive, elle s'était fait remarquer en 1714 dans le ballet d'Horace, donné lors de la fête de la Quartorzième Grandes Nuits de Sceaux chez la duchesse du Maine à Sceaux à l'acte IV, avec Claude Ballon, parmi les chevaliers de l'Ordre de la Mouche à Mielpuis, l'année suivante, dans Les Caractères de la danse de Jean-Féry Rebel. La fille de Françoise Prévost, Anne-Auguste de Valjolly fut l'épouse du compositeur et directeur de l'opéra François Rebel.